# پرسونا (مجموعه تلویزیونی)
پرسونا (کره‌ای: 페르소나; لاتین‌نویسی اصلاح‌شده: Pereusona) یک مجموعه آنتولوژی اینترنتی محصول کره جنوبی با بازی آی‌یو است. این مجموعه دارای داستان‌های جداگانه‌ای است که هر کدام از آنها کارگردان منفاوتی دارد. فصل اول پرسونا در ۱۱ آوریل ۲۰۱۹ از نتفلیکس منتشر شد.

## انتشار
فصل اول پرسونا در ابتدا قرار بود که در ۵ آوریل ۲۰۱۹ منتشر شود اما به خاطر یک حادثه آتش‌سوزی در گانگوون، زمان انتشار به تعویق افتاد و در ۱۱ آوریل ۲۰۱۹ منتشر شد.

## بازخورد
پرسونا در سال ۲۰۱۹، در فهرست شش برنامه محبوب نتفلیکس در کره، قرار گرفت.